# La Fille sur le pont
La Fille sur le pont és una pel·lícula francesa del 1999 rodada en blanc i negre i cinemascope, dirigida per Patrice Leconte i escrita per Serge Fridman. És protagonitzada per Daniel Auteuil i Vanessa Paradis.

## Sinopsi
Adele i Gabor es coneixen en un pont de París; ella està a punt de suïcidar-se i ell la convenç perquè no ho faci. A canvi li ofereix viure al seu costat, sent el blanc dels seus ganivets en les presentacions circenses que Gabor organitza. Adèle sempre ha estat una dona desgraciada i té un caràcter inestable que li impedeix ser feliç. Al costat de Gabor la seva sort canviarà.

## Repartiment
- Vanessa Paradis: Adèle
- Daniel Auteuil: Gabor
- Frédéric Pfluger: lel contorsionista
- Demetre Georgalas: Takis
- Catherine Lascault: Irène
- Isabelle Petit-Jacques: la mariée
- Mireille Mossé: l'hiperamnèsic
- Didier Lemoine: el controlador del TGV
- Bertie Cortez:  Kusak
- Stéphane Metzger: le serveur italien
- Claude Aufaure: le suicidé
- Farouk Bermouga: le serveur du TGV
- Nicolas Donato: M. Loyal
- Enzo Etoyko: l'home del megàfon
- Giorgios Gatzios: Barker
- Pierre-François Martin-Laval: bomber
- Franck Monsigny: intern
- Boris Napes: barman
- Luc Palun: director de teatre
- Jacques Philipson: l'home en T-shirt
- Jean-Paul Rouvray: bomber
- Philippe Sire: Conserge de l'hotel
- Natasha Solignac: infermera
- Isabelle Spade: la dona del casino
- Jacques Vertan: clown
- Bruno Villien: el veí de la taula del Casino

## Premis
- Daniel Auteuil: millor actor als Césars de 2000[3] i al 45a edició dels Premis Sant Jordi de Cinematografia.[4]
- Premi del públic al festival Cinemania de Montréal en 1999.
- Premi Don Quijote al Festival Internacional de Cinema de Karlovy Vary de 1999.[5]
- Millor pel·lícula estrangera Las Vegas Film Critics Society Awards en 2000.